# 富山市立樫尾小学校
富山市立樫尾小学校（とやましりつ かしおしょうがっこう）は富山県富山市八尾町小長谷にあった公立小学校。

## 校舎
2008年（平成20年）12月に竣工した現在の校舎は、RC/S（鉄筋コンクリート）造地上2階建てで延床面積は約3,040m2、押田建築設計事務所による設計監理、日本海建興・澤井興業・つばさ建設JVにより施工されたものである。RC打放しの壁に、日本瓦を使用した屋根が特徴的である。これにより木造だった旧校舎の面影が残る形となっている。
2023年（令和5年）度末で学校再編により廃校になることを受けて、富山市教育委員会は、校舎をインターネット上の仮想空間に残す取り組み『樫尾小デジタル資産化プロジェクト』を行っている。

## 沿革
個別に出典が提示されていない箇所の出典→
- 1878年（明治11年）7月1日 - 村杉村字大薙120番地に永進小学校（栄進小学校[7]）を創立し、下等科を設置。
- 1882年（明治15年） - 初等科を設置。
- 1887年（明治20年）4月 - 簡易科を設置し、村杉小学校と改称[7]。
- 1892年（明治25年）10月 - 村杉尋常小学校と改称[7]。
- 1909年（明治42年）4月 - 村杉、宮腰および土の3小学校を廃止し、新たに大字樫尾村19番地に校舎を新築して樫尾尋常小学校と改称。大字宮腰村および土村（後の大沢野町）に常設分教場を設置した。
- 1924年（大正13年）5月 - 宮腰、土の両分教場を廃止し、宮腰村は樫尾小学校に、土村は小羽小学校に併合された。
- 1928年（昭和3年）4月 - 高等科を併置し、樫尾尋常高等小学校と改称。
- 1941年（昭和16年）4月 - 樫尾国民学校と改称[7]。
- 1947年（昭和22年）4月 - 樫尾小学校と改称[7]。
- 1953年（昭和28年） - 校舎新築（日本海建興が施工）[2]。
- 1954年（昭和29年） - 屋内体育館を新築。
- 1972年（昭和47年） - 水泳プール竣工。
- 2005年（平成17年）4月 - 富山市立樫尾小学校と改称[7]。
- 2007年（平成19年）8月6日 - 現校舎の起工式[8]。
- 2008年（平成20年）12月 - RC/S造地上2階建ての校舎が竣工[2]。
- 2009年（平成21年）
  - 1月8日 - 現校舎への入校式[3]。
  - 1月25日 - 現校舎の竣工式[4]。
- 2024年（令和6年）
  - 3月15日 - 閉校式を挙行[9]。
  - 3月31日（予定） - 学校再編に伴い、富山市立八尾小学校へ統合するため閉校した[9]。

## 通学区域
八尾町小長谷元村（一部を除く）、八尾町小長谷雇用促進、八尾町新杉、八尾町樫尾、八尾町岩屋、八尾町宮腰、八尾町外堀、八尾町北東、八尾町晴巒台

## 進学先
- 富山市立八尾中学校